# François Miron
 (septembre 2018).
Si vous disposez d'ouvrages ou d'articles de référence ou si vous connaissez des sites web de qualité traitant du thème abordé ici, merci de compléter l'article en donnant les références utiles à sa vérifiabilité et en les liant à la section « Notes et références ».
Pour les articles homonymes, voir Miron.

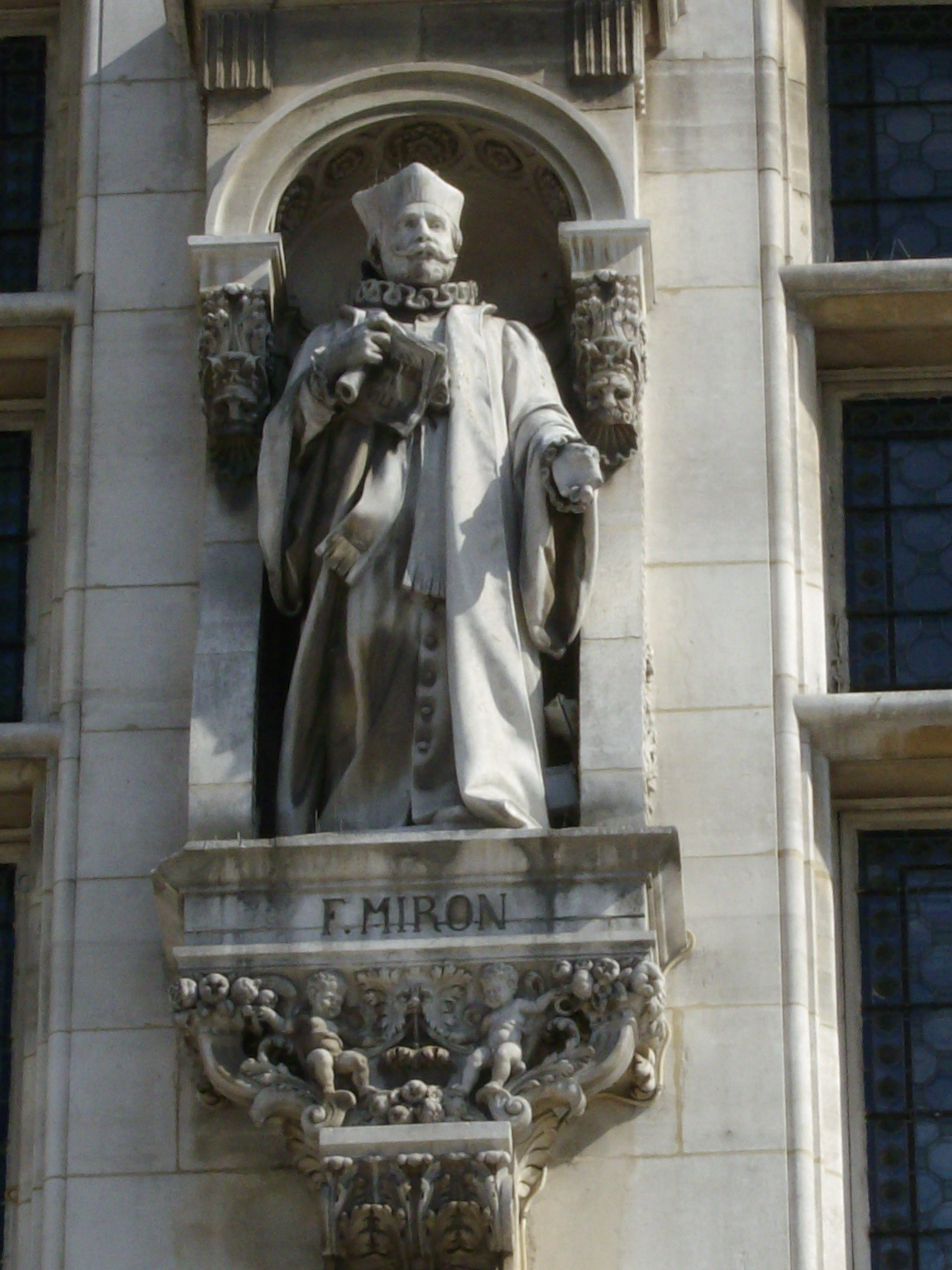
Statue de François Miron sur la façade de l'Hôtel de Ville de Paris

François Miron, seigneur de Linières, de Bonnes et de Gillevoisin, né en 1560 et mort à Paris le 4 juin 1609, est un magistrat français, prévôt des marchands de Paris de 1604 à 1609.

## Biographie

### Famille
Il est le fils aîné de Gabriel Miron, seigneur de Beauvoir-sur-Cher, de Linières et du Tremblay, conseiller au parlement de Paris en 1546, puis lieutenant-civil au Châtelet et conseiller d'État en 1560 et de Madeleine Bastonneau. Il a pour frère Robert Miron, seigneur du Tremblay, prévôt des marchands de Paris en 1614, président du Tiers-État à l'assemblée des états généraux de 1614, ambassadeur en Suisse en 1617, puis intendant en Languedoc (1632-1640).
La famille Miron, originaire de Tortose en Catalogne remonte sa filiation suivie à François Miron, natif de Perpignan,, docteur en médecine de l'Université de Montpellier qui devint conseiller et médecin de Charles VIII.
Selon l'historienne Claire Châtelain, la famille Miron était à l'origine une famille de juifs catalans qui constituèrent au XVIe siècle une véritable dynastie de médecins personnels du roi,. Elle indique que même si les Miron évoquèrent parfois pour origine un Francesco Miro (Myro), chassé de Naples au XVe siècle pour avoir soutenu Alphonse V d’Aragon, rien de tel n’apparait ni dans la généalogie constituée par le cabinet d’Hozier. Elle ajoute « au quotidien ils montraient un rapport aux origines plus simples, reliant leur ascension sociale d’une part à l’exercice de la profession médicale au service des souverains et, d’autre part, à leur enracinement parisien ».
Il épouse Marie Brisson, fille de Barnabé Brisson, président à mortier au Parlement de Paris et de Denyse de Vigny, veuve en premières noces d'Edme Jean de La Chambre, baron de Ruffey. De cette union naîtra Jean Miron, conseiller au Grand Conseil en 1619

### Carrière
Il fut conseiller au Parlement de Paris le 18 décembre 1585, maître des requêtes le 11 août 1587, intendant au gouvernement de l'Île-de-France, reçu le 23 novembre 1593, président au Grand Conseil, chancelier du Dauphin, conseiller d'État par brevet du 9 décembre 1594, lieutenant civil du Châtelet de Paris en 1596 et prévôt des marchands de Paris de 1604 à son décès en 1609.
Il fut apprécié de ses contemporains qui l’appelèrent « le père du peuple » et du roi Henri IV qui le chargea de retrouver les fondations du premier aqueduc de Cachan pour pouvoir faire face aux problèmes d'approvisionnement en eau dans la capitale. Il fit procéder à des travaux importants de rénovation des canalisations existantes et de création de nouveau conduits. Il fit installer la première Samaritaine (une pompe de relevage) près du Louvre, permettant ainsi à la Cour de ne plus manquer d'eau. Les nouveaux travaux sur l'aqueduc furent interrompues à la mort du Roi et reprirent grâce à la détermination de Marie de Médicis. Il fit rénover par ailleurs les fontaines endommagées et en créa de nouvelles, dont celle qui se trouvait près d'un lieu patibulaire de la juridiction épiscopale ; la Croix du Trahoir ou Croix du Tiroir. Doublant ainsi la quantité d'eau mise à la disposition des Parisiens, il prit des dispositions pour l'assainissement de la voirie parisienne en concertation et avec l'approbation du Ministre Sully, dispositions qui ne furent malheureusement pas toujours respectées. 
La ville de Paris lui doit de nombreux embellissements et il consacra les émoluments de sa place à la construction de la façade de  l'Hôtel de ville de Paris.
Il s'éleva contre la réduction des rentes et pendant sa mandature il écrit à Henri IV pour lui faire part de son désaccord au sujet des aménagements dans l'île de la Cité : « Cher Syre, permettez que je me retire; en jurant fidélité au Roy, j'ai promis de soustenir la royauté; or Votre Majesté me commande un acte pernicieux à la royauté...Je refuse ; je le répète à mon cher maistre et Souverain bien-aimé: c'est une malheureuse idée de bâtir des quartiers à l'usage exclusif d'artisans et d'ouvriers. Dans une capitale ou se trouve le Souverain, il ne faut pas que les petits soyent d'un côté et les gros et dodus de l'autre, c'est beaucoup et plus sûrement mélangés; vos quartiers pôvres deviendraient des citadelles qui bloqueraient vos quartiers riches. Or comme le Louvre est la partye belle, il pourroit se fait que les balles vinssent ricocher sur votre couronne... je ne veulx pas syre estre le complice de cette mesure. »
Il fut inhumé dans l'église Sainte-Marine. On retrouva sa tombe en 1866, lors de la création de la rue d'Arcole durant les transformations de Paris sous le Second Empire, qui fut alors transportée à Notre-Dame de Paris.

## Souvenirs historiques et iconographie
- La rue François-Miron à Paris porte son nom depuis 1865.
- Une statue le représentant en pied fut réalisé par le sculpteur Henri-Frédéric Iselin, (1826-1905) à la suite d'une commande de l'État dont l'original en pierre orne la façade de l'actuel Hôtel de Ville de Paris. Un modèle en plâtre, patiné terre cuite de 1881 de 120 cm de haut fait partie des collections du musée Jean-Léon Gérôme de Vesoul.
- Nicolas et Pierre Bonfons : Les Fastes Antiquitez et choses plus remarquables de Paris Labeur de curieuse& diligente recherche, divisé en quatre livres, Paris 1605 In-8° ouvrage  en fait en 3 livres dédié à Monsieur François Miron prévôt des marchands
- Une médaille non signée, datée de 1606, montre au droit le buste de François Miron, tourné vers la gauche, en robe de magistrat, et au revers, le prévôt des marchands debout, tourné vers la droite tendant un miroir à l'allégorie de Paris assise à gauche. Le musée Carnavalet conserve un exemplaire de cette médaille (ND 1).